# Der König von Berlin (Roman)
Der König von Berlin ist der erstmals 2012 im Rowohlt Verlag erschienene Debüt-Roman von Horst Evers.

## Kurzbeschreibung
Während Berlin von einer Rattenplage heimgesucht wird, rollt der erst seit kurzem in Berlin tätige Kriminalhauptkommissar Carsten Lanner seinen ersten Fall wieder auf: den Tod des Kammerjäger-Oberhaupts und „Königs der Ratten“ Erwin Machallik.

## Inhalt

### Erster Tag
Berlin ächzt unter einer Rattenplage, „die Fälle von Rattenbefall mehrten sich rasant, von Tag zu Tag“, beginnend rund einen Monat nach dem Tod des vor 51 Tagen verstorbenen Erwin Machallik, seines Zeichens „der Kammerjäger, der Gott der Ratten, der König der wahren Berliner Unterwelt“. Die anscheinend explodierende Rattenpopulation ist nicht nur Wahlkampfthema für die in fünf Tagen stattfindende Abgeordnetenhaus-Wahl, sondern auch Brotberuf für die Machallik-Angestellten Toni Karhan und Georg Wolters, zwei elegant-unauffällig gekleidete Kammerjäger auf Rattenpirsch. Karhan und Wolters werden in einem Berliner Hinterhof Zeuge, wie eine Lehrerin an einer Stelle versinkt, wo die in Müllbeuteln verpackte Leiche des Ghostwriters Ansgar Kaminski liegt, von dem es anfangs heißt, er wäre „durch einen harten Schlag auf den Kopf gestorben“; später allerdings stellt sich heraus, dass es ein ungewöhnlicher Unfall war, dessen Beiwohnende ihn vertuschen wollten. Der in Berlin erst seit ein paar Wochen tätige und von seinen neuen Kollegen unter anderem als „Dorfsheriff“ gehänselte niedersächsische Kriminalhauptkommissar Carsten Lanner trifft am Tatort auf Georg Wolters, mit dem er einst in Niedersachsen zur Schule gegangen ist. Der vereinsamte Lanner denkt über Wolters: „Wahrscheinlich immer noch ein Arsch, aber immerhin ein vertrauter Arsch, besser als nichts. Oder zumindest besser als die unberechenbaren Berliner Ärsche.“ Am Abend besucht Lanner seinen alten Bekannten Wolters, klagt ihm ein wenig sein Leid, Wolters klagt ebenfalls: „Ich habe gut fünfzehn Jahre studiert und in dieser Zeit überlegt, was ich eigentlich werden möchte, nur um dann am Ende Kammerjäger zu werden, also etwas, was ich ganz sicher nicht wollte.“ Lanner bietet dem Machallik-Angestellten Wolters an, „als verdeckter Ermittler sozusagen“ für ihn zu arbeiten: Lanner glaubt nicht, dass Erwin Machallik sich im Anschluss an einen Empfang, wo er ein neu entwickeltes Rattengift präsentierte und Gratisproben davon verteilte, versehentlich damit vergiftet habe, „wenn mehr als die Hälfte der Gäste einen guten Grund gehabt haben“, Machallik zu vergiften. Und Lanner findet noch etwas anderes irritierend: „Nachdem ich drei Tage ermittelt hatte, […] wurde ich plötzlich zum Polizeipräsidenten bestellt“ und erhielt den Befehl, sich „endlich wieder auf die richtigen Verbrechen“ zu konzentrieren und die Machallik-Ermittlungen einzustellen. Am gleichen Tag schauen die beiden Söhne des Erwin Machallik, Max und Helmut, zum wiederholten Mal die Suada-DVD ihres verstorbenen Vaters an, von der ein weiteres Exemplar bei der Berliner Regierung ist und auf der Erwin Machallik „genüsslich“ beschreibt, „wie die Ratten ihn rächen und die Stadt übernehmen [würden], falls ihm etwas zustößt. Schritt für Schritt, mit genauer Angabe der Tage“: Bislang seien „alle seine Prophezeiungen eingetroffen“ über „die Rattenbombe, die hochgeht, wenn man sie nicht alle ein, zwei Monate entschärft.“
Am Ende des Tages sitzt ein geheimnisvoller „Ratmaster Big“ in seiner Schaltzentrale, verschickt halbautomatisch via Südkorea im Namen einer vermeintlichen Senatsstelle wie üblich Aufträge an die Berliner Kammerjägerunternehmen. „Alle Einzelheiten hatte ihm [=Ratmaster Big] der alte Machallik zwar nicht verraten, aber er wusste genug, er hatte die völlige Macht. Er gab die Richtung vor und erteilte den Kammerjägerfirmen“ deren Aufträge, den „Firmen, die nichtsahnend die Handlangerdienste für ihn verrichteten. Keiner kannte die Zusammenhänge. Die kannte nur er. Jeden Tag wuchs die Zahl der Ratten, alle drängten sie in die Innenstadt, und niemand außer ihm wusste, warum. Der alte Machallik wäre zufrieden gewesen.“

### Zweiter Tag
Die stets hübsch angeordnete Schnittchen servierende Machallik-Chefsekretärin Claire Matthes erklärt Max Machallik, „wie es sein Vater geschafft hatte, über Jahrzehnte ein erfolgreicher Geschäftsmann zu bleiben. Probleme, Misserfolge, Risiken – er hatte einfach immer alles delegiert. Und selbst wenn es einer seiner ’Spezialisten‘ doch mal geschafft hatte, die Dinge irgendwie in den Griff zu kriegen, wäre immer noch der große Machallik derjenige gewesen, der im richtigen Moment den richtigen Mann an die richtige Stelle gesetzt hat.“ Der beste Kammerjäger, so Claire Matthes, sei seit geraumer Zeit Toni Karhan, und Max Machallik beschließt auf Claires Vorschlag hin, Karhan mit vervierfachtem Gehalt und „mit sofortiger Wirkung zum Chef der ’Taskforce zur Rattenbekämpfung‘“ zu machen.
Carola Markowitz, „Kommissarin der Abteilung für Wirtschaftskriminalität“, ist derweil auf Lanner zugekommen, mit einigen möglicherweise entscheidenden Informationen über den Fall des Ghostwriters Ansgar Kaminski, die Lanner allerdings im Alleingang verwerten will: Der Fall Kaminski soll sein großer Fall werden, aufgeklärt, ohne den Ruhm zu teilen. Dass er dabei allerdings einen Verlags-Chef bedrängt, die mit der Frau des Polizeipräsidenten befreundet ist, bringt ihn außer der Bekanntschaft des Anwalts Dr. Kersting, der auch die Machallik-Brüder vertritt, nur eine Unterlassungsklage und Ärger mit seinem direkten Vorgesetzten ein. Immerhin Wolters hat eine gute Nachricht für Lanner: Der Aufstieg Toni Karhans in der Firma Machallik habe zur Folge, dass auch Wolters näher an das „Zentrum der Macht“ rücke und besser als verdeckter Ermittler arbeiten könne. Ein erster Erfolg ist, dass Claire Matthes ihm einige Gäste genannt habe, die bei der feierlichen Gift-Präsentation dabei waren: unter anderem Lanners Amtsvorgänger Rimschow. „Machallik und dieser Rimschow haben sich wohl offen gehasst und bekämpft.“ Am Abend hat Wolters dann mit der am Vortag in Kaminskis Leichen-Loch versunkenen Lehrerin ein Rendezvous am Hackeschen Markt. Das Treffen wird allerdings empfindlich gestört durch eine massive Invasion von Ratten, deren Folgen der erfahrene Kammerjäger Wolters, um vor der Lehrerin als Held dazustehen, auf das Mindestmaß beschränkt, weswegen er zum lokalen Medien-Star avanciert.

### Dritter Tag
Um nach dem Hackeschen Rattenvorfall Handlungsfähigkeit zu demonstrieren, ist die Medienstrategie der Berliner Regierung im Einvernehmen mit der Firma Machallik, Toni Karhan groß herauszubringen. „Niemand kennt ihn. Also kann er alles sein, was wir behaupten, was er ist. Vielleicht sollten wir ihm aber auch jemanden an die Seite stellen, der den Menschen schon ein klein wenig vertraut ist. Was ist mit dem Helden von gestern?“ Folglich wird neben Karhan auch Wolters der Presse präsentiert. Diesen Propaganda-Erfolg feiern die Machallik-Brüder, Karhan und Wolters gehörig im bunkerartig ausgebauten Chef-Büro der Firma, bewirtet von Claire Matthes. Der in seinem Wissensdurst über die Firma Machallik von Claire Matthes unterstützte Karhan geht relativ frühzeitig heim, der zwischenzeitlich bezechte Wolters begibt sich auf Toilette und belauscht auf dem Rückweg, dass der zwischenzeitlich bezechte Helmut gesehen haben will, dass der zwischenzeitlich gleichfalls bezechte Max am letzten Abend von Erwin Machallik Erwin eine der großzügig verteilten Giftproben in den Wein geschüttet und seinen Vater somit ermordet habe. Die Machallik-Brüder merken, dass sie belauscht werden, die drei Männer werden miteinander tätlich, die Machallik-Brüder schicken Claire Matthes unter einem Vorwand fort, schließen Wolters im Bürobunker ein, mit der koreanischen Anleitung des Schließsystems und einem Koreanisch-Wörterbuch, damit er irgendwann entkommen kann; anschließend fliehen die Machallik-Brüder. Claire Matthes jedoch denkt, die Machallik-Brüder weilten noch im Bürobunker und begingen einen um Wolters erweiterten Selbstmord; sie ruft die Polizei, die die Bunkertür aufbrechen soll.
Lanner ist währenddessen zu seinem Vorgänger Rimschow nach Groß Köris gefahren. „Wahrscheinlich könnte er von Rimschow an einem Vormittag mehr erfahren, als er selbst in knapp zwei Monaten mühsam ermittelt hatte.“ Auf dem Rückweg wird Lanner von vier maskierten Frauen entführt, so dass er für seine weiter ermittelnde Kollegin Carola Markowitz nicht zu erreichen ist.

### Vierter Tag
Während die Obrigkeit vergeblich versucht, die Tür zum Machallik-Bunkerbüro aufzubrechen, weiht Claire Matthes Karhan weiter in die Geheimnisse der Firma und seiner Herkunft als biologischer Sohn Erwin Machalliks ein, der gewollt habe, dass Karhan die Firma übernimmt. Während des Gesprächs offenbart Karhan, er halte das im Bunkerbüro befindliche Ölgemälde eines Rattenskeletts für den von ihm gesuchten „Plan mit den Rattenwegen und seinen neuralgischen Punkten“, mit dessen Hilfe man die Ratten steuern und die Auswirkungen der Rattenplage minimieren könne. Der von seinen Entführerinnen nach Scheinhinrichtung und Ohnmacht letztlich freigesetzte Lanner trifft vor Ort ein just in dem Moment, als Wolters die Bunkertür von innen öffnen kann. Karhan macht sich daran, das Rattenskelett-Gemälde zu studieren.
Carola Markowitz kam inzwischen Lanners vorerst letzter Bitte nach, sie solle in der Wohnung des eingeschlossenen Wolters nach Hinweisen suchen, und wurde von dem verzweifelten Mietshaus-Mitbewohner Ralf Adler herbeigeholt, weil dessen Mutter Elvira Adler (Wolters‘ Vermieterin) in der Adler-Wohnung an einem Speiserest zu ersticken drohte. Carola Markowitz rettet Elvira Adler mittels Heimlich-Griff das Leben und wundert sich über die Inneneinrichtung des Raums, in dem sie sich befindet: Viele Computer, „Berlin als Karte, als Satellitenbild, dazu auch eine Art Röhrensystem-Plan, ungewohnt, aber deutlich erkennbar Berlin. In einer Ecke hingen Karten der einzelnen Bezirke.“ Da Carola Markowitz weiß, dass Elvira Adler mit Claire Matthes befreundet ist, „dämmerte [es] der Kommissarin, wo sie hier saß. In der Zentrale, im Einsatzzentrum, im wahren Gehirn der Kammerjägerfirma Machallik. Von hier wurde die Rattenpopulation der Stadt überwacht und gesteuert. […] Überraschend bereitwillig begann Frau Adler zu erzählen. Es verschaffte ihr anscheinend Erleichterung, endlich einmal über die Dinge zu reden, die sie seit Jahren verschweigen musste“ und ihrer Lebensretterin gegenüber nicht verschweigen will: Ihr verstorbener Mann, der Apotheker Eugen Adler, hätte nicht nur Rattengift zubereitet, sondern auch Machalliks Rattenwege-Konzept perfektioniert: „Eugen war ja ein Tüftler und Grübler. Immer für sich allein, daran hatte er Spaß. Da ist Ralf seinem Vater schon ähnlich“, während Erwin Machallik gerne im Rampenlicht stand. Eugen habe dann auch seinen Sohn Ralf mit ins Vertrauen gezogen, so dass dieser nach dem Tod seines Vaters und Erwin Machalliks entsprechend Claire Matthes‘ Anweisungen die Rattenpopulation zu steuern versuchte, damit die Legende vom Ratten-König Erwin Machallik Nahrung erhielt und Karhan Zeit hatte, sich als neuer Ratten-König zu profilieren. Doch „seit zwei, drei Tagen, meint Ralf, hat er jeglichen Einfluss auf die Ratten verloren. Die letzten heftigen Angriffe waren nicht geplant. […] Die Geister, die man rief, wird man nun nicht mehr los.“
Als eine Ratteninvasion den U2-Tunnel zwischen Potsdamer Platz und Alexanderplatz verstopft und auch eine U-Bahn deswegen dort feststeckt, nimmt die in der Adler-Wohnung weilende Carola Markowitz Kontakt mit Karhan auf, und Ralf Adler stellt sich als „Ratmaster Big“ vor, der mit dem vor dem Rattenskelett-Gemälde weilenden Karhan die weitere Vorgehensweise erläutert. Zusammen mit dem noch vor Ort befindlichen Wolters wählen sie das Alexa als „Überlaufbecken“ für die angreifenden Ratten aus. Die Berliner Kammerjäger werden auf dem Seitenstreifen der Straße des 17. Juni versammelt, und Karhan erklärt, wie man die Ratten durch Futter, Gift, Flammen und Sand ins Alexa lotsen und dort mit Kost und Gift einsperren wird. „Das Gift im Alexa würde schnell wirken und die meisten Tiere zuverlässig dahinraffen.“ Schließlich tritt auch Kommissar Lanner wieder auf den Plan, der zuvor eine beinahe für ihn tödlich endende Auseinandersetzung mit dem Machallik-Kumpel und Bauunternehmer Maschmann hatte. Lanner versammelt „sämtliche Ermittler und alle, die ernsthaft als Täter in Frage kommen“, in Machalliks Bunkerbüro und präsentiert ihnen Ermittlungsergebnisse, gemischt mit dem einen oder anderen Stein, „ins Wasser geworfen und geguckt, ob er springt.“ Dabei scheiden einige Tatverdächtige aus, die zugeben, Machallik ihre jeweilige Giftprobe in sein alkoholisches Getränk getan zu haben. Lanner merkt jedoch an: „Wenn irgendwer mal ein bisschen genauer hingesehen hätte, wäre demjenigen aufgefallen, dass Machallik völlig nüchtern war. Kein Quentchen Alkohol hatte er im Blut. Der Befund stand zunächst gar nicht und dann lediglich sehr versteckt in den Ermittlungsakten. Warum?“ Der Polizeibeamte Kolbe antwortet auf diese Frage, dass er die Obduktionsberichte der Machallik-Leiche gefälscht und unterdrückt habe, weil er dachte, sein Freund Rimschow habe nach der nächtlichen Feier Erwin Machallik zuhause besucht und die Giftprobe verabreicht. Rischow und Carola Markowitz geben zu, dass sie in der Nacht bei Erwin Machallik gewesen seien, können aber glaubhaft machen, ihn nicht getötet zu haben. In Lanners Augen scheidet auch Toni Karhan aus, der als Erbe von Erwin Machalliks Tod profitiert hätte, aber zum Todeszeitpunkt noch nichts von der Erbschaft wusste. Lanner offenbart dann, dass man bei der Obduktion Reste von Kamillentee und Schnittchen in Machalliks Körper gefunden habe. Claire Matthes klärt endlich auf, dass die Adler-Apotheke das Gift entwickelt habe, in der Kürze der Zeit aber nicht zu klären war, wie es in Verbindung mit Alkohol wirkte, so dass Erwin Machallik nüchtern bleiben musste. Nach dem Fest hätte dann der an beginnender Demenz erkrankte Erwin Machallik in Claire Matthes‘ Beisein selbst das Gift zu sich genommen: „Er hätte es nicht ertragen können, wenn man ihn so [dement] erlebt hätte. Er, der König von Berlin, plötzlich so klein, so hilflos. So wollte er nicht in Erinnerung bleiben. Da war es ihm lieber zu gehen“, erläutert Claire Matthes: Erwin Machallik habe „inständig gehofft, viele seiner Freunde und Feinde“ würden ihre jeweilige Giftprobe verwenden, Erwin Machallik zu vergiften, „und dann würde die Polizei nachforschen und etliche Sauereien ans Licht bringen“, nicht nur einen Giftmord: „Gegen die feinen Herren ermitteln und manche davon in Bedrängnis bringen, überführen, ruinieren. Erwin war ganz begeistert von der Idee, dass sein Tod zu einer Art Zeitbombe“ für die Berliner Oberschicht werden könnte, so wie die Rattenpopulation eine Art Zeitbombe im Berliner Untergrund ist.

## Textanalyse
Bei dem Roman Der König von Berlin handelt es sich um einen auktorial und personal erzählten Regionalkrimi. Orte der Handlung sind Berlin sowie das Brandenburgische Umland. Anhand der Erwähnung der „mindestens“ 30 Jahre vergangenen Jahren seit der Fußball-Europameisterschaft 1980 kann die Handlung frühestens im Jahr 2010 stattfinden. Durch Details wie die Tatsache, dass es zum Zeitpunkt der Handlung eine Bundeskanzlerin und eine Bundesinnenministerin gibt (obgleich die einzige Bundeskanzlerin Angela Merkel nie zeitgleich mit der einzigen Bundesinnenministerin Nancy Faeser amtierte), wird allerdings deutlich, dass es sich dabei um ein fiktives Jahr 2010 handelt.

### Themen
Der König von Berlin ist ein Buch über Ratten, deren Anzahl gezielt manipuliert wird, um die Auftragslage einer Rattenbekämpfungs-Firma zu verbessern und deren jeweiligen Chef zur unangreifbaren Lokalgröße, zur Legende werden zu lassen. Gleichzeitig ist der Roman ein Krimi mit den für das Genre üblichen Kennzeichen, beispielsweise Ermittlungspannen oder falschen Fährten wie die um den umgekommenen Ghostwriter oder den Bauunternehmer Maschmann, der sich fälschlicherweise des Mordes an Machallik für schuldig hält, Lanner daher zunächst eine Entführung und Scheinhinrichtung angedeihen lässt und ihn später tot und beseitigt sehen will, wobei allerdings den skrupellosen Maschmann-Anwalt Dr. Kersting versehentlich das Lanner zugedachte tödliche Schicksal ereilt. Letztlich aber erweist sich der vermeintliche Mord mit den vielen Personen, die sich selbst für Mörder oder Mörderinnen halten, als ein vom Selbstmörder Erwin Machallik eingefädeltes Spiel: Es gibt einerseits keinen Machallik-Mörder, andererseits aber diverse Möchtegern-Mörder, die Giftportionen in vermeintliche Machallik-Gläser getan haben, die jener dann aber nicht anrührte, weil dort Alkohol drin war, dessen Wechselwirkung mit dem Gift noch unerforscht war. Neben dem vordergründigen Ratten-Thema und der vermeintlichen Kriminalhandlung gibt es in Der König von Berlin jedoch noch weitere Themen.

#### Berlin
Entsprechend des Regionalkrimi-Genres ist Der König von Berlin von Lokalkolorit durchwirkt. Es gibt Namedropping von Straßennamen, beispielsweise für den Fundort der Kaminski-Leiche in der Kreuzberger Tempelherren- oder den Wolters-Wohnort in der Yorckstraße. Es gibt Charaktereigenschaften, die mit der Stadt Berlin in Beziehung gesetzt werden, beispielsweise ist Lanner „einfach zu höflich für diese Stadt“ und Erwin Machallik ebenso laut wie Berlin sowie ebenso „leutselig und ausgestattet mit einem durch nichts zu erschütternden Größenwahn.“ Der berlinfremde Niedersachse Carsten Lanner wird durch die Berliner Schnauze seines Kollegen Kolbe ebenso in seinen Gefühlen verletzt wie der Baulöwe Herbert Maschmann dadurch, dass Lanner beim Überlebenskampf mit dem fälschlich tatverdächtigen Maschmann und dessen Anwalt Dr. Kersting Maschmanns Miniatur-Sammlung von Modellen Berliner Gebäude kräftig demoliert, so dass Maschmann über die Schadensopfer barmt: „Schloss Bellevue, die Gedächtniskirche, das Schimmelpfeng-Haus. Das ist alles so respektlos. Dieser niedersächsische Bauer versteht nicht, was diese Stadt ausmacht.“ Nämlich Korruption und Klüngelwirtschaft, wie Dr. Kersting schon bei der ersten Begegnung mit Lanner verdeutlicht: „Sie könnten eine gute, vielleicht sogar eine große Zukunft haben! Dafür müssen Sie aber begreifen, wie diese Stadt funktioniert, durch was und wen sie zusammengehalten wird. Dann können Sie hier auch Freunde finden, Freunde, die helfen können. Selbst in schwierigen Zeiten! Und in Berlin gibt es praktisch nur schwierige Zeiten – denken Sie mal darüber nach.“ Bei einer weiteren Szene mit Dr. Kersting erfährt Toni Karhan in einer Saunalandschaft, in der sich Berliner Stadtgrößen versammelt haben: „Sie können ganz offen reden, wir haben hier nämlich keine Geheimnisse. Sie befinden sich direkt im Gehirn dieser Stadt.“ Der in der Saunalandschaft stehende Toni denkt daraufhin: „Das habe ich immer befürchtet […]. Im Gehirn dieser Stadt ist es heiß, stickig, schlecht beleuchtet, und es stinkt nach alter Mann. Mit Pfefferminzaufguss. Wenn das das Gehirn der Stadt ist, dann möchte man ja kein Gedanke sein. Das erklärt vieles.“

#### Recht und Gerechtigkeit
An Zweiten Tag der Handlung berichtet Carola Markowitz den durch die realen Hintze- und Gäfgen-Fall inspirierten Fall, aufgrund dessen Rimschow in Pension ging: Eine dreizehnjährige Professoren-Tochter sei entführt worden, der Täter – ein vierundzwanzigjähriger Student des Professors – habe nur dank der offenkundig regelwidrigen Verhörmethoden Rimschows den Ort gestanden, wo er die Professoren-Tochter gefangen hielt: angekettet in einem Erdloch „im tiefsten Wald auf einem ehemaligen Truppenübungsgelände“, wo sie aufgrund des heftigen Regens wenige Stunden später ertrunken wäre. Der Anwalt Dr. Kersting habe den Kindesentführer vor Gericht verteidigt: „Kersting ging es einzig und allein um Hauptkommissar Rimschow“, der anschließend „für zwei Jahre vom Dienst freigestellt [wurde], mit vollen Bezügen allerdings. Erst kurz vor Ablauf der zwei Jahre hat er gekündigt“. Nämlich vier Monate vor Beginn der Handlung: nachdem sich die von der Entführung traumatisierte Professoren-Tochter nach mehreren erfolglosen Versuchen erfolgreich das Leben genommen hatte.

#### Fehlerkultur
Ein Teil des Gespräches zwischen Rimschow und Lanner am Dritten Tag bezieht sich auf eine Erfahrung von Rimschow als junger Polizist: In Marzahn hätte er einen Fall gehabt, bei dem ein Vierzehnjähriger seinen alkoholkranken Vater, der Frau und Kinder jahrelang mit Prügeln traktierte, offenbar „einfach kaltblütig erschlagen“ hatte, als jener seinen Rausch ausschlief. Rimschow habe aus Mitleid den Fall so gedreht, dass er wie Notwehr aussah. „Knapp ein halbes Jahr nach der Geschichte mit seinem Vater hat er einen anderen Jungen erschlagen. Ohne Grund.“ Rimschows Chef habe dafür gesorgt, dass Rimschow es war, der „zu den Eltern des Jungen fuhr, um ihnen beizubringen, dass ihr Sohn erschlagen wurde.“ Rimschow sieht darin eine Ursache dafür, dass aus ihm ein guter Polizist geworden sei: „Das, was die Fehler aus uns machen, ist etwas, das kein Ausbildungslehrgang, keine Polizeischule simulieren kann. […] Was tue ich, wenn ich Fehler mache? Wie gehe ich mit furchtbaren Folgen von Fehlern um? Wie kann ich nach ihnen weiterarbeiten, mit ihnen weiterleben? Erst recht, wenn es eigentlich gar keine Fehler waren. Was der junge Polizist damals getan hat, war ja trotzdem richtig. Verstehen Sie? Auch wenn es sich als furchtbarer Fehler herausgestellt hat, war es trotzdem richtig, dem Jungen eine Chance zu geben. Verstehen Sie das? Auch das Richtige zu tun, kann furchtbare Folgen haben.“ Dass Lanner den Tod Erwin Machalliks auf Druck des Polizeipräsidenten zum Unfall deklariert habe, sei ein Fehler gewesen – aber den Fall deswegen neu aufrollen? „Sie sollten erwägen, ob es den Preis wert ist. Sie machen sich keine Vorstellung, mit welchen Leuten Sie es da zu tun bekommen.“

### Figuren

#### Hauptfigur
- Carsten Lanner: Den „gut einen Meter achtzig großen, […] mittelgescheitelten, braunhaarigen“[8] Kriminalhauptkommissar nannte man „Lannerweiler“, als er vor mindestens 15 Jahren zusammen mit Georg Wolters auf der Schule war,[9] wo er als „Klassenstreber“[64] galt. Bereits vor „ungefähr zwanzig Jahren“ hatte Lanner vor, Hauptkommissar zu werden,[12] ist es nun als Mittdreißiger: die „Erfüllung seiner Träume“.[65] Leider wird der Traum zum Alptraum, weil Lanner „spaßgemobbt“ wird:[64] „Die neuen Kollegen nahmen ihn einfach nicht für voll. Sie hatten schon das gesamte Arsenal der Neulingsverarsche auf ihn abgefeuert, glaubte er, und doch fiel ihnen jeden zweiten Tag noch was Neues ein.“[65]

#### Nebenfiguren bei den Rattenfängern
- Toni Karhan: Dieser „mittelgroße, schwarzhaarige, schlanke, aber kräftige“ Pole[66] ist „intelligent und gewissenhaft“[67] und hat nach Meinung des verstorbenen Erwin Machallik „den siebten Sinn für die Ratten, der Helmut und Max so völlig abgeht“.[68] Geerbt haben könnte Toni diesen Sinn von Erwin, der sein biologischer Vater ist, was Toni aber erst nach Verschwinden der Machallik-Brüder erfährt,[69] womit sich sein Breslauer Schreibwarenhändler-Elternhaus[70] als bloße Pflegefamilie entpuppt. Durch seine Familie in Breslau und weil Toni „zahllose Bücher“ las, ist sein Deutsch grundsätzlich perfekt, der „aus Romanen und Dramen erworbene[] Wortschatz und Satzbau“ aber irritierend für den Durchschnittsberliner. „Als er dann sein Talent als Kammerjäger entdeckte, wurde ihm schnell klar, wie außerordentlich dienlich es seinem Status und seinen Karrierechancen war, als geheimnisvolles osteuropäisches Ungezieferbekämpfungsgenie mit apartem Akzent und karger Syntax aufzutreten“, deren Merkmal ein dem Binären Zahlensystem aus 1 und 0 entsprechendes „binäres Sprachsystem“ aus „gut“ und „nicht gut“ ist, mit dem er grundsätzlich „alles bewältigen [konnte], was an notwendiger Meinungsäußerung anfiel. […] Wobei er einen großen, einen gewaltigen Vorteil gegenüber Computern besaß. Er hatte noch eine dritte Option: die vielgenutzte Möglichkeit des ‘ist egal‘“.[71]
- Georg Wolters: An diesem „verhuschten jungen Mann“[72] fällt nichts auf: Er ist „mittelgroß, mittelschwer, mittelalt, mittelsportlich, das Haar mittelblond und mittelschütter“.[73] Vor mindestens 15 Jahren war zusammen mit Carsten Lanner auf der Schule in Niedersachsen[9] und sofort nach Schulabschluss gen Berlin abgehauen,[74] wo er es zum „Studienabbrecher in elf Fächern“[75] und dann zum Hilfskammerjäger Karhans brachte. Im Rahmen „seines recht ungewöhnlichen Mietvertrages“ muss er dreimal wöchentlich für seine Vermieterin Elvira Adler und, was er nicht weiß, auch für deren die Wohnung nicht verlassenden Sohn Ralf „Ratmaster Big“ Adler kochen.[76]
- Erwin Machallik: „Er war ein Unikum gewesen, ein Berliner Original“[1] und außerdem „ein Großmaul und Schürzenjäger“, doch zu Beginn der Handlung mause- bzw. rattentot:[77] Der paranoide,[78] für gewöhnlich heftig Alkohol und LSD[79] konsumierende „König von Berlin“ ist in den 1930er Jahren geboren[80] und hat in der unmittelbaren Nachkriegszeit mit Herbert Maschmann und Friedrich Markowitz eine Bande gegründet: „Tatsächlich schafften es die Jungen, sich mit Schmuggel und Kleindelikten das Startkapital für ihre drei Firmen zu beschaffen. Sie waren noch nicht einmal siebzehn, da hatte Machallik schon seine Kammerjägerfirma, Maschmann eine Maurerkolonne und Markowitz eine Art Sicherheitsfirma“.[81] Da sich im Nachkriegs-Berlin außer den gutbemittelten West-Alliierten niemand so recht an den Ratten stört („andere Sorgen“), lockt Machallik die Ratten „in die Nähe der Alliierten, züchtet sie dort regelrecht, bis sie die Soldaten nervten, und bekommt dann von den Besatzungsmächten seine ersten größeren Ungezieferbekämpfungsaufträge. […] Er bleibt bei den Ratten, denn er hat begriffen, welch wunderbare Verbündete sie für ihn sind. Er war wie ein Regenschirmfabrikant, der Regen machen konnte.“[82] Mit der geringeren Bedeutung der Alliierten und der steigenden Bedeutung der Berliner Regierung ändert sich auch Machalliks Position: „Exzellente Kontakte zu Politik und Wirtschaft ließen ihn eine der einflussreichsten Persönlichkeiten der Stadt werden, auch wenn ihn kaum ein normaler Berliner kannte. Die Mächtigen liebten oder fürchteten ihn – oder beides.“[3] Bereits beim Bau und Ausbau der U-Bahn durch seinen Freund Maschmann plante Machallik „ein kleines unterirdisches Schnellwegenetz für seine Ratten [ein], das parallel zum Nahverkehrsnetz verlief.“[83] Beim Wiederaufbau von Berlin-Mitte nach dem Mauerfall trieben Machallik und Maschmann dann das gleiche, perfektionierte Spiel.[84]
- Max Machallik: Diesen „etwas fülligen“ Halbglatzen-Inhaber und Firmen-Erben[85] hat sein Vater Erwin notorisch gedemütigt, weil jener meinte, Max sei zur Unternehmensführung ungeeignet und müsse zugunsten des unehelichen Toni Karhan aus dem Unternehmen geekelt werden.[86]
- Helmut Machallik: Diesen „richtig dicken“[85] Firmenerben hat sein Vater Erwin ebenfalls notorisch gedemütigt, weil jener meinte, Helmut sei zur Unternehmensführung ungeeignet und müsse zugunsten des unehelichen Toni Karhan aus dem Unternehmen geekelt werden.[86]
- Claire Matthes: Die schlanke, 64-jährige Chefsekretärin der Firma Machallik[87] ist seit 40 Jahren bei der Firma, hat Max und Helmut Machallik „schon die Windeln gewechselt“[88] und geriert sich zwar als Schnittchen servierende, „etwas tüdelige alte Frau“, doch war „nicht umsonst die wichtigste, wenn nicht einzige Vertraute“ Erwin Machalliks gewesen.[89] Als einzige Vertraute Erwin Machalliks, Sandkastenfreundin der Gift-Lieferantin Elvira Adler[36] und Kommando-Geberin für deren Sohn hält sie im Hintergrund die Fäden in der Hand.
- Ralf Adler: Dieser 101,2 kg schwere[90] und daher „etwas ungelenke“ Endzwanziger[91] hat sich vom kindlichen Stubenhocker nach dem Tod seines Vaters zum Nerd-Twen entwickelt.[92] Nachts gibt sich der schwarzhaarige und schwarz gekleidete Sohn Elvira Adlers[93] den Computerspielen hin, tagsüber und abends der Existenz als „Ratmaster Big“.
- Elvira Adler: Die korpulente[31] Apothekerswitwe hat Erwin Machallik freiberuflich das Rattengift geliefert und war Sandkastenfreundin von Claire Matthes.[36] Außerdem ist sie Vermieterin von Georg Wolters.

#### Nebenfiguren bei der Polizei
- Carola Markowitz: Die „Kommissarin der Abteilung für Wirtschaftskriminalität“[19] ist eine „agile Person mit kurzen, glatten blonden Haaren“, eine „junge, sportlich-schlanke Frau“[94] von 58,7 kg Körpergewicht.[90] Sie unterstützt Lanner maßgeblich und gezielt im Fall des toten Ghostwriters Ansgar Kaminski, maßgeblich und eher zufällig im Fall der Rattenplage. Einen Teil ihrer Bedeutung verdankt Carola Markowitz auch ihrer Rolle als sozialer Mittel- und Informationsaustausch-Punkt, denn ihre „sehr hübsche Hand“[94] obwaltet über einen Kaffeevollautomaten in ihrem Büro.
- Walter Rimschow: Der ehemalige VoPo-Kommissar[95] hat zu DDR-Zeiten für die Stasi eine Akte über Erwin Machallik, Maschmann und Friedrich Markowitz erstellt, weil deren Unternehmungen Beihilfe zur Republikflucht begünstigten. Diese Stasi-Tätigkeit verbaute Rimschow nach dem Mauerfall dann zunächst das Verbleiben bei der Polizei, das erst durch Polizeipräsident Friedrich Markowitz wieder ermöglicht wird, der Rimschow gegen Erwin Machallik und Maschmann instrumentalisieren will.[96] Nach einem nicht regelgerecht gelösten Entführungsfall wird Kriminalhauptkommissar Rimschow angeblich aus gesundheitlichen Gründen auf eigenen Wunsch pensioniert[25] und der aus dem fernen Niedersachsen herbeigeholte Lanner sein Nachfolger. Dem „zähen und doch so müden“[97] Einzelgänger Rimschow hat sich in seiner aktiven Laufbahn „wenn überhaupt […] nur Herrn Kolbe anvertraut“.[98] Am Einzelgänger und erfahrenen Kriminalbeamten Rimschow schreckt nämlich ab, „dass sich in dem Körper dieses schlanken, durchtrainierten, zähen, wohl sechzigjährigen Mannes mit kurzem grauen, aber nach wie vor vollem Haar jemand verbarg, der vermutlich schon zweihundert Jahre an Leben und Erfahrung angehäuft hatte.“[99]
- Manfred Kolbe: Der „kleine, dreieckige Mann mit dem großen roten, kurzgeschorenen runden Kopf“[8] arbeitet bei der Spurensicherung und sich durch ständige Sticheleien an Lanners Nerven ab; außerdem war dieser „Medizinballkopf“[100] einziger Vertrauter Rimschows.[98]

#### Sonstige Nebenfiguren (Auswahl)
- Friedrich Markowitz: In der Nachkriegszeit ein Banden-Kamerad Erwin Machalliks und Herbert Maschmanns, ist der Vater von Kommissarin Markowitz Anfang der fünfziger Jahre Chef einer Sicherheitsfirma gewesen, „die aber einige Jahre später unter recht dubiosen Umständen von der Stadt übernommen wurde, was Markowitz zu einer steilen Karriere in der Westberliner Polizei verhalf.“[81] Nachdem die Mutter von Carola „verschwunden ist, hat er mit den anderen gebrochen. So sehr, dass er ihnen sogar Rimschow auf den Hals gehetzt hat“:[101] mittels eines alten Falls von vier umgekommenen Maschmann-Bauarbeitern.[96] „Gegen Maschmann sollte ermittelt werden, wahrscheinlich auch gegen Machallik, insbesondere aber gegen Dr. Kersting“, was endete, als Markowitz zwei Monate später „für ein paar Tage nach Polen gefahren [ist]. Er ist nie wieder zurückgekehrt.“[102]
- Herbert Maschmann: In der Nachkriegszeit ein Banden-Kamerad von Erwin Machallik und Friedrich Markowitz, kommt Maschmann als Bauunternehmer gut ins Geschäft, weil die Firma Machallik bei Auftragsvergabe an die Firma Maschmann garantiert, dass es dort zu keinen Bauverzögerungen durch Rattenangriffe kommt,[103] und die Sicherheitsfirma Markowitz, dass Vandalismus und Diebstähle ausbleiben und somit ebenfalls Verzögerungen.[104] Durch Maschmanns Bautätigkeiten erst im Berliner U-Bahn-System, nach dem Mauerfall in Berlin-Mitte kann Machallik leicht seine Ratten-Infrastruktur im Berliner Untergrund perfektionieren. Der Bauunternehmer, der Lanner einmal einer Scheinrichtung zuführt, einmal tatsächlich töten lassen will, hat lockere, volle Haare, ist hager, muskulös, hochaufgeschossen und eine distinguierte Erscheinung.[105]
- Dr. Peter Kersting: Der „Staranwalt“[59] mit dem arroganten, großkotzigen Auftreten verfügt in der Berliner Oberschicht über exzellente Beziehungen:[106] „Überall hat er mächtige Freunde oder Klienten oder Leute, die ihm noch einen Gefallen schulden. Oder einfach Menschen, die nur keinen Ärger mit ihm haben wollen.“[98] Letztlich verendet er in einer Falle, die er Lanner stellte.

## Rezeption und Adaption
Nach seinem Erscheinen stieg der Roman in die Spiegel-Bestsellerliste auf. In den Kritiken wurde die „begrüßenswerte Neuinterpretation des Regionalkrimis“ überwiegend gelobt: Die Literatur-Fachzeitschrift Bücher fand das Buch „lustig geschrieben“, gleichzeitig sei der Krimi „über weiter Strecken ziemlich spannend“, so die taz, die allerdings zu bedenken gab: „Für ganz puristische Genre-Aficionados gibt es wahrscheinlich viel zu viel kabarettistisches Beiwerk in diesem Krimi“. Dass der Roman „nichts für die eher humorlosen Die-Hard-Krimi-Leser“ sei, mutmaßte auch das Magazin Rolling Stone, das befand, Evers hätte sich „gehörig verzettelt“, wenn auch mit positiven Ergebnis: „Evers entfaltet aus dem vorgetäuschten Krimikonstrukt ein Figurenkabinett und Erzählstrang-Wirrwarr, das bisweilen so abstrus ist, dass man sich das laute Lachen nicht verkneifen kann.“
Im Jahr 2017 erschien die ein Jahr später für den Grimme-Preis nominierte gleichnamige Verfilmung von Lars Kraume mit Florian Lukas in der Rolle des Hauptkommissar Lanner.

## Textausgaben (Auswahl)
- Der König von Berlin. Kriminalroman. Rowohlt, Berlin 2012. ISBN 978-3-87134-743-6.
- Der König von Berlin. Kriminalroman. (=Rororo, Band 25952.) 14. Auflage. Rowohlt-Taschenbuch-Verlag, Reinbek bei Hamburg 2014. ISBN 978-3-499-25952-4.